# توریش
توریش (به اسپانیایی: Turís) یک شهرستان در اسپانیا است که در Ribera Alta واقع شده‌است.

## خصوصیات
توریش ۸۰٫۵ کیلومترمربع مساحت و ۶٬۴۹۹ نفر جمعیت دارد و ۲۷۰ متر بالاتر از سطح دریا واقع شده‌است.